# Tomašica (Gerzence)
Tomašica falu Horvátországban Belovár-Bilogora megyében. Közigazgatásilag Gerzencéhez tartozik.

## Fekvése
Belovártól légvonalban 35, közúton 45 km-re délkeletre, községközpontjától 6 km-re északkeletre, a Monoszlói-hegység keleti lejtői alatt, az Ilova folyó jobb partján, a Tomašica-patak torkolatánál, Kajgana és Klokocevac között fekszik.

## Története
Berek, Gradina és Ravnice (Slište) nevű határrészein előkerült régészeti leletek alapján itt már a török megszállás előtt is lakott település volt. Középkori templomát 1334-ben „ecclesia sancti Thome apostoli” alakban említik a zágrábi püspökséghez tartozó plébániák között. Ugyanezt a plébániát 1363-64-ben és 1492-ben is megemlítik.
A térséget a 16. század közepén szállta meg a török. A lakosság legnagyobb része az ország biztonságosabb részeire menekült, másokat rabságba hurcoltak. Ezután ez a vidék mintegy száz évre lakatlanná vált. A török uralom után a területre a 17. századtól folyamatosan telepítették be a keresztény lakosságot. A település 1774-ben az első katonai felmérés térképén a falu „Dorf Tomassicza” néven szerepel. A település a Horvát határőrvidék részeként a Kőrösi ezredhez tartozott.
Lipszky János 1808-ban Budán kiadott repertóriumában „Tomassicza” néven találjuk.  
Nagy Lajos 1829-ben kiadott művében ugyancsak „Thomassicza” néven 161 házzal, 816 katolikus vallású lakossal találjuk.
A katonai közigazgatás megszüntetése után Magyar Királyságon belül Horvátország része, Belovár-Kőrös vármegye Garesnicai járásának része lett. A településnek 1857-ben 869, 1910-ben 1.138 lakosa volt. Az Osztrák–Magyar Monarchia idejében a kedvező megélhetési feltételek hatására jelentős számú cseh lakosság telepedett le a faluban. Az 1910-es népszámlálás szerint lakosságának 84%-a horvát, 13%-a cseh anyanyelvű volt. 1918-ban az új szerb-horvát-szlovén állam, majd később Jugoszlávia része lett. 1941 és 1945 között a németbarát Független Horvát Államhoz, majd a háború után a szocialista Jugoszláviához tartozott. A háború után a fiatalok elvándorlása miatt lakossága folyamatosan csökkent. 1991-től a független Horvátország része. 1991-ben lakosságának 91%-a horvát volt. 2011-ben a településnek 365 lakosa volt.

## Lakossága
| Lakosság változása | Lakosság változása | Lakosság változása | Lakosság változása | Lakosság változása | Lakosság változása | Lakosság változása | Lakosság változása | Lakosság változása | Lakosság változása | Lakosság változása | Lakosság változása | Lakosság változása | Lakosság változása | Lakosság változása | Lakosság változása |
| ------------------ | ------------------ | ------------------ | ------------------ | ------------------ | ------------------ | ------------------ | ------------------ | ------------------ | ------------------ | ------------------ | ------------------ | ------------------ | ------------------ | ------------------ | ------------------ |
| 1857               | 1869               | 1880               | 1890               | 1900               | 1910               | 1921               | 1931               | 1948               | 1953               | 1961               | 1971               | 1981               | 1991               | 2001               | 2011               |
| 869                | 712                | 854                | 1.011              | 1.043              | 1.138              | 1.045              | 1.072              | 928                | 915                | 813                | 592                | 492                | 414                | 396                | 365                |

## Nevezetességei
- Szent Tamás apostol tiszteletére szentelt római katolikus temploma[7] a falu közepén áll. Egyhajós épület félköríves, keletre néző apszissal, melynek északi oldalához csatlakozik a sekrestye. A nyugati homlokzat előtt áll a karcsú, magas lőréses harangtorony tetején barokk, hagymakupolás toronysisakkal. A templom középkori eredetű, már 1334-ben is említik, de valószínűleg ennél is előbb épült. A templom déli oldalán fekszik a falu temetője.

- A falutól 2 km-re délkeletre, az erdővel benőtt Gradina nevű helyen egykor síkvidéki típusú vár állt.[8]